# Collonge-la-Madeleine
Collonge-la-Madeleine település Franciaországban, Saône-et-Loire megyében. Lakosainak száma 39 fő (2022. január 1.). Collonge-la-Madeleine Morlet, Saint-Gervais-sur-Couches, Saisy, Tintry és Saint-Martin-de-Commune községekkel határos.

## Népesség
A település népességének változása:
| Lakosok száma | 36   | 42   | 46   | 47   | 48   | 50   | 46   | 43   | 39   |
|               | 2013 | 2015 | 2016 | 2017 | 2018 | 2019 | 2020 | 2021 | 2022 |